# Der Spieler (1949)
Der Spieler (Originaltitel: The Great Sinner, Alternativtitel: The Gamblers) ist eine US-amerikanische Literaturverfilmung nach der Novelle von Fjodor Dostojewski, die von Robert Siodmak inszeniert wurde.

## Handlung
Der Film beginnt während der 1860er Jahre in Wiesbaden: Pauline Ostrowski liest das Manuskript des sterbenden Dichters Fedja. Er erinnert sich, wie er sich während einer Zugfahrt von Moskau nach Paris in sie verliebt hatte und entgegen seinem Ziel in Wiesbaden ausstieg, um ihr zu folgen.  Hier erfährt er, dass Pauline wie ihr Vater, General Ostrowski, spielsüchtig ist. Der General hat bereits ein Vermögen verspielt und wartet auf das Dahinscheiden seiner reichen Mutter und die Erbschaft. Fedja bleibt, um eine Charakterstudie der Spieler zu erstellen. Einer der Spieler ist Aristide Pitard. Dieser stiehlt Fedja Geld. Fedja hat Mitleid und gibt ihm sogar noch Geld, damit dieser die Stadt verlässt. Pitard spielt jedoch weiter, verliert und bringt sich aus Verzweiflung um. Kurz vor seinem Tod bittet er Fedja, ein Medaillon an seinen Besitzer zurückzugeben. Fedja findet heraus, dass der Besitzer Pauline ist, in die er mittlerweile sehr verliebt ist. Der General ist gegen eine Verbindung mit Fedja. Der General versucht eine Ehe zwischen Armand de Glasse, dem Kasinomanager, zu erzwingen. Der General hofft so, seine enormen Schulden zurückzahlen zu können. Fedja beginnt ebenfalls zu spielen, um die Schulden des Generals zu bezahlen. Nach einer Glückssträhne folgen erheblich Verluste. Fedja spielt weiter, bis er alles verloren hat und kurz vor dem Selbstmord steht. Er beginnt zu schreiben und fleht Pauline um Verzeihung an, die ihm vergibt.

## Hintergrund
Fjodor Dostojewski (1821–1881) schrieb den Roman Der Spieler in 26 Tagen. Der Roman erschien 1866 und der Autor verarbeitet dort eigene Erlebnisse und seine eigene Spielsucht.
Der Film floppte an den Kinokassen. MGM Records gab bekannt, dass der Film 1.179.000 US-Dollar in den Vereinigten Staaten und Kanada eingenommen habe. In Übersee soll er 862.000 US-Dollar eingenommen und damit insgesamt einen Verlust von 821.000 US-Dollar gemacht haben.
Im April 1948 wurde Gregory Peck für die Hauptrolle verpflichtet. Im Mai 1948 konnte Lana Turner für die weibliche Hauptrolle verpflichtet werden.  Eine Woche später wurde verkündet, dass Ava Gardner die  weibliche Hauptrolle spielen werde. Turner hatte sich kurz vorher doch gegen den Film entschieden, die Rolle, die Melvyn Douglas spielte, war Kirk Douglas angeboten worden.
Der Spieler wurde am 29. Juni 1949 in New York City uraufgeführt. Die deutsche Erstaufführung war am 2. März 1956.

## Kritiken
In einer Kritik in der New York Herald Tribune wurde dem Film vorgeworfen, „pompöse Langeweile“ zu verbreiten. Auch das Time Magazine kritisierte den Film negativ und warf ihm vor, eine brillante Vorlage verschenkt zu haben. Auch der Evangelische Filmbeobachter zeigte sich nicht begeistert: „Liebesfilm um einen Märtyrer unter den Spielern, frei nach Dostojewski, jedoch trotz verheißungsvollen Ansätzen nicht in die Tiefe gehend.“ Das Lexikon des internationalen Films fand, es sei ein „[g]eschickt inszenierter, aber nur am Äußeren der Vorlage interessierter Film“.